# Antiochos 4. af Seleukideriget
Antiochos 4. Epifanes (ca. 225 f.Kr. – 164 f.Kr.) var født i den makedonske herskerslægt og regerede en del af det hellenistiske rige. Han var søn af Antiochos 3. den Store og bror til Seleukos 4. Filopator. Antiochos besteg tronen efter Seleukos 4.'s død. Han havde været gidsel i Rom efter Apamea-freden i 188 f.Kr.. Antiochos drog fordel af den politiske situation og proklamerede sig som hersker sammen med en anden søn af Seleukos, spædbarnet Antiochos, som han fik myrdet nogen få år senere.
Af betydelige hændelser i hans styre er invasionen mod Egypten, som blev stoppet af trusler om romersk intervention, og det makkabæiske oprør. Han organiserede en hævnekspedition mod Jerusalem, som han ødelagde, og henrettede en mængde indbyggere på grusom vis. Nu begyndte jøderne en uafhængighedskrig under deres makkabæiske ledere med betydelig succes. De besejrede Antiochos' hær. Han blev rasende, men døde formentlig på vej mod slagmarken (164 f.Kr.). Han blev fulgt af sin spæde søn, Antiochos. 5 Eupator.
Jødiske beretninger om det vellykkede oprør findes i makkabæerbøgerne, og sejren mindes i den jødiske højtid hanuka.
Antiochos' styre var den sidste storhedstid for riget, men var på en måde også dødsstødet. Fordi han havde tilranet sig tronen og ikke efterlod sig andre efterfølgere end en lille dreng, blev hans død fulgt af en ødelæggende arvefølgekrig.
- Mønt (tetradrakme) af Antiochos 4. Epifanes præget i Seleukeia ved Tigris (SLF Collection)
- Sølvmønt (tetradrakme) af Antiochos IV Epiphanes præget i Ake-Ptolemaïs, det der i dag er Akko i Israel
- Bagsiden som viser en siddende Zeus, som den Epifanes opsatte i det hellige tempel i Jerusalem. Omkring ses Epifanes' navn og epiteter